# Aeropuerto de Qualicum Beach
El aeropuerto de Qualicum Beach  (IATA: XQU, TC LID: CAT4) es un aeropuerto canadiense operador por la entidad Town of Qualicum Beach situado a 1.8 millas náuticas (3.3 km; 2.1 mi) al sur de Qualicum Beach. El aeródromo opera vuelos privados y comerciales, y sirve a la ciudad de Qualicum Beach y Parksville. 
El aeródromo está certificado como de uso público de día y de noche y es capaz de recibir tráfico VFR  e IFR con la siguiente restricción: "las operaciones nocturnas están prohibidas cuando PAPI esta inoperativo". 
El aeropuerto tiene una pista de asfalto, 11/29, 3.565 'de largo y 75' de ancho con desplazamientos en cada extremo de la pista. La elevación en el umbral de la pista 11 es 191 '.
Hay dos aerolíneas que ofrecen servicio aéreo regular: KD Air Corp. y Orca Airways Ltd .. Otros operarios de servicio aéreo utilizan el aeropuerto como Sunwest Helicopters Ltd entre otros. Aproximadamente 30 aeronaves están basadas en Qualicum Beach.

## Aerolíneas y destinos
- KD Air
  - Vancouver / Aeropuerto Internacional de Vancouver
  - Isla Texada / Aeropuerto de Texada-Gillies
- Orca Airways
  - Vancouver / Aeropuerto Internacional de Vancouver